# Чхунсон (ван Корьо)
Чхунсон (кор. 충선, 忠宣, Chungseon, Ch'ungsŏn; 20 жовтня 1275 — 23 червня 1325) — корейський правитель, двадцять шостий володар Корьо.

## Біографія
Був старшим сином і спадкоємцем вана Чхунньоля. 1277 року його було проголошено спадкоємцем престолу. Того ж року принц вирушив до столиці китайської династії Юань, васалом якої була Корьо.
1296 року він одружився з юаньською принцесою Кьогук. Однак на той час він уже мав трьох корейських дружин, дочок місцевих аристократів.
Після смерті матері Чхунсона та чисток, що почались після тієї події (ширились чутки, що царицю було вбито), 1298 року ван Чхунньоль вирішив зректись престолу й передати владу Чхунсону. Втім дуже скоро Чхунньоль повернувся на трон.
1308 року після смерті батька Чхунсон успадкував трон. Але він радше був поціновувачем каліграфії та художнього мистецтва, аніж державним діячем. Новий ван більше часу проводив у столиці Юань, Даду, аніж при власному дворі. Зважаючи на це, 1313 року Чхунсон зрікся престолу, а трон зайняв його син Чхунсук. Після зречення Чхунсон виїхав до Китаю.
Після смерті імператора Женьцзуна Чхунсона заслали до Тибету. Проте невдовзі йому дозволили повернутись до Даду, де він і помер 1325 року.